# Giovanni Cola di Franco

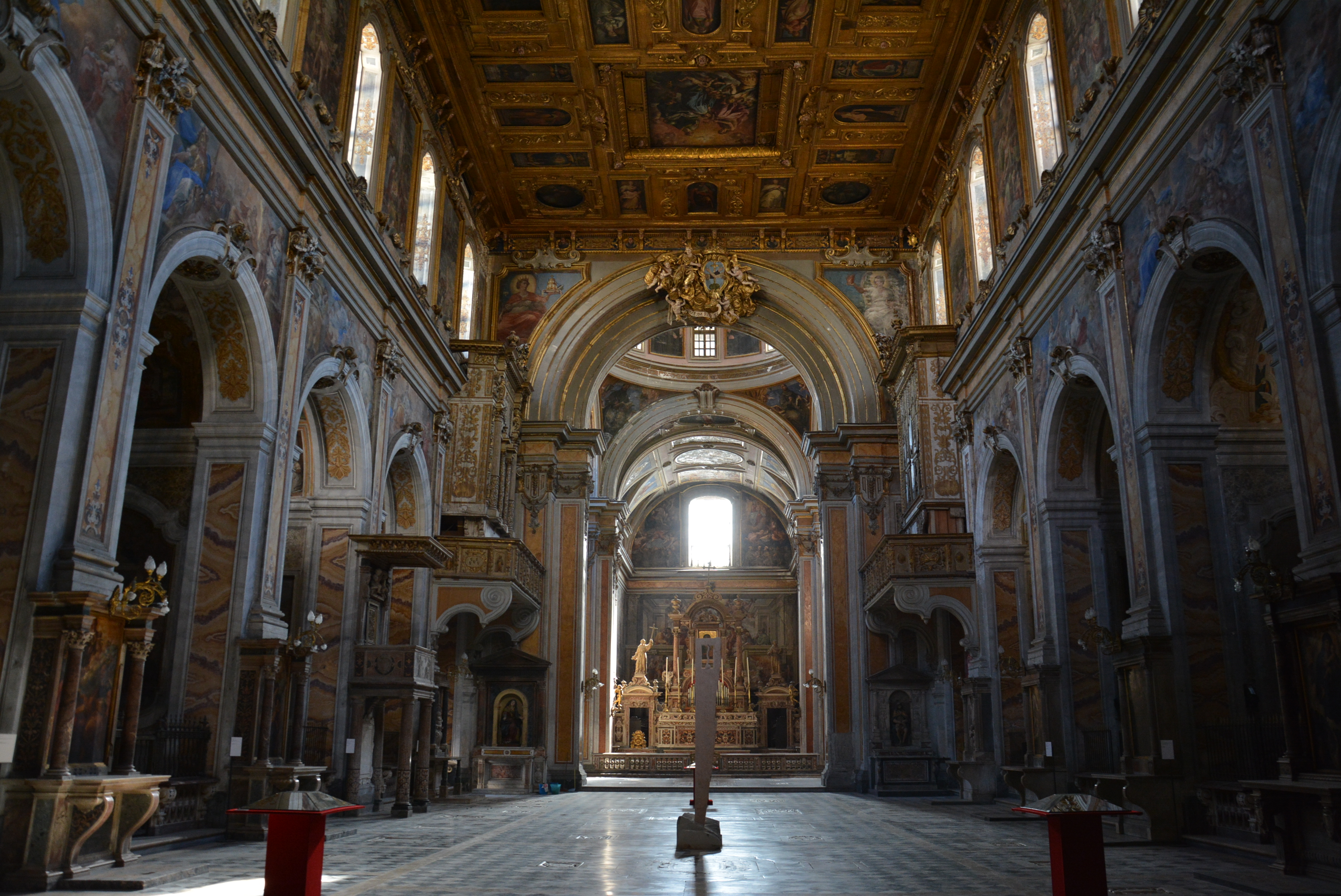
Intérieur de l'église Santa Maria la Nova, construite par Cola di Franco.

Giovanni Cola di Franco, né et mort à Naples à des dates inconnues, est un architecte italien dont l'activité est documentée entre les années 1590 et 1621.

## Biographie
Cola di Franco est considéré comme un architecte d'importance en ce qui concerne l'architecture maniériste de la cité parthénopéenne à cheval entre la toute fin du XVIe siècle et le début du XVIIe siècle. Il a collaboré avec certains architectes fameux de cette époque, comme le Père Grimaldi, Bartolomeo Picchiatti ou encore Giovan Giacomo di Conforto.
Il est d'abord maître d'œuvre pour Giovan Battista Cavagna sur le chantier de la chapelle du Mont-de-Piété de Naples. En 1593, il est appelé par le Père Giovanni Leonardi de Lucques, fondateur des Clercs réguliers de la Mère de Dieu, pour construire le sanctuaire de la Madonna dell'Arco à Sant'Anastasia dont les travaux durent jusqu'au début du XVIIe siècle. Entre 1596 et 1599, il reconstruit l'église Santa Maria la Nova, où il réemploie la structure de l'édifice précédent, afin que le chantier dure moins longtemps. Il participe au concours pour la réalisation de la reale cappella del Tesoro di san Gennaro (chapelle royale du trésor de Saint-Janvier) auquel participent également Ceccardo Bernucci, Giovan Battista Cavagna, Giulio Cesare Fontana, le Père Grimaldi, Michelangelo Naccherino, Dionisio Nencioni di Bartolomeo et di Conforto. Les projets sont soumis à une commission à Rome qui distingue ceux du Père Grimaldi et de Cola di Franco.Ce dernier prend la direction du chantier pour la partie rustique, sous la supervision du Père Grimaldi. En 1616 et pour le chantier de l'église San Carlo alle Mortelle, il succède à Giovanni Ambrogio Mazenta qui en dessina les plans. Entre 1619 et 1630, il travaille pour l'église Santa Maria delle Anime del Purgatorio ad Arco avec di Conforto. Il suit les travaux de l'église Santa Maria Donnaregina Nuova sous la supervision de di Conforto et grâce aux travaux menés dans cette église, il est lui est accordé une chapelle en concession dans l'église.

## Source de la traduction
- (it) Cet article est partiellement ou en totalité issu de l’article de Wikipédia en italien intitulé « Giovanni Cola di Franco » (voir la liste des auteurs).